# Espulsione di massa coronale

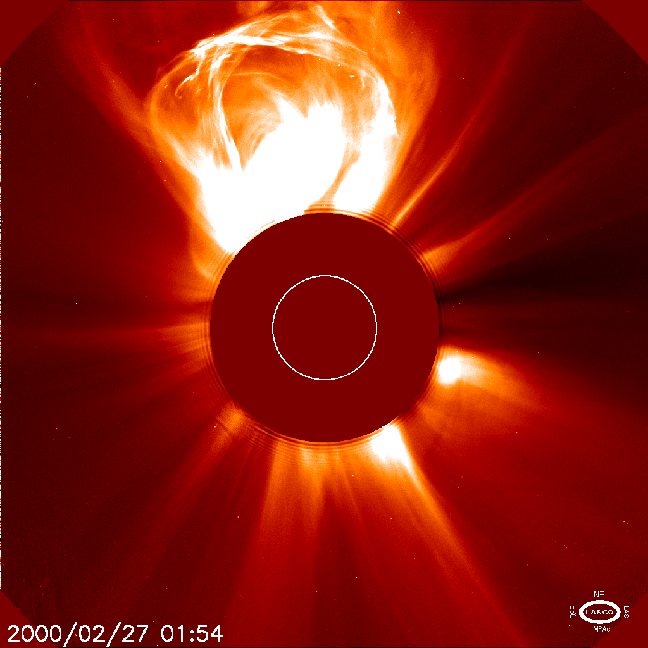
CME solare. Fonte NASA

Un'espulsione di massa coronale (normalmente abbreviata in CME, acronimo dell'inglese coronal mass ejection) è una significativa espulsione di materiale dalla corona solare nell'eliosfera, osservata con un coronografo in luce bianca. Le CME sono spesso associate a brillamenti o a qualche altra forma di intensa attività solare, anche se non è ancora stata stabilita una chiara relazione tra questi eventi.
In corrispondenza di un massimo solare, il Sole produce tre espulsioni di massa coronale al giorno, mentre nei periodi di minimo solare si ha in media una CME ogni cinque giorni.

Animazione di una CME

## Descrizione
Il materiale espulso, sotto forma di plasma, è costituito principalmente da elettroni e protoni (oltre a piccole quantità di elementi più pesanti come elio, ossigeno e ferro) e viene trascinato dal campo magnetico della corona. Quando questa nube raggiunge la Terra (in questo caso viene chiamata ICME, cioè CME interplanetaria) può disturbare la sua magnetosfera comprimendola nella regione illuminata dal Sole ed espandendola nella regione non illuminata. Quando avviene la riconnessione della magnetosfera nella zona notturna, si generano migliaia di miliardi di watt di potenza diretti verso l'atmosfera terrestre superiore, che provocano aurore particolarmente intense (dette anche Luci del Nord nell'emisfero boreale e Luci del Sud nell'emisfero australe). Le espulsioni di massa della corona assieme ai brillamenti possono disturbare le trasmissioni radio, creare interruzioni di energia, danneggiare i satelliti e le linee di trasmissione elettriche. La più grande perturbazione geomagnetica venne misurata con uno strumento collocato presso il complesso botanico dei Kew Gardens e coincise con la prima osservazione senza i moderni strumenti di un brillamento nel 1859 da parte di Richard Christopher Carrington.

## Caratteristiche dinamiche dei getti coronali
Le osservazioni hanno messo in luce come i getti coronali appaiono sia in rotazione sia in moto rettilineo rispetto alla superficie solare. Nel 2011 un gruppo di ricerca dell'Università di Warwick è arrivato a una conclusione sorprendente, mettendo in luce analogie tra questi comportamenti di dinamica solare e la formazione delle nubi sul pianeta Terra. Sul Sole, i getti derivati da esplosioni e rimescolamenti di massa nella corona, sono noti col nome di CME (getti di massa coronali). Il gruppo inglese ha utilizzato dati e immagini ottenuti tramite l'esperimento Atmospheric Imaging Assembly (AIA) presso il Solar Dynamics Observatory (SDO) della NASA.
In particolare AIA e SDO hanno fornito informazioni sulle CME in formazione e in evoluzione nell'ultravioletto estremo, una regione della radiazione che non era mai stata esplorata precedentemente. Il gruppo di scienziati ha potuto così rilevare delle profonde analogie tra le CME e le instabilità tipiche della formazione di nubi o della produzione di onde nei fluidi, meglio note come instabilità di Kelvin-Helmholtz (caratteristiche di due fluidi che si muovono uno su l'altro a velocità diverse, ad esempio nell'interfaccia acqua/aria, per quel che riguarda le instabilità che si generano nelle onde marine).
(Claire Foullon, che ha partecipato alla ricerca e firma l'articolo apparso sulla rivista Astrophysical Journal Letters.)